# إغور عازاركيفيتش
إغور عازاركيفيتش (بالإنجليزية: Egor Azarkevich) ولد في (26 يونيو 1997) هو دي جي ومنتج بيلاروس.